# Кагаміл
Кагаміл (алеут. Qagaamila Qagaamila, англ. Kagamil Island Kagamil Island) — один з Чотирьохсопкових островів, які є частиною Алеутських островів . Адміністративно острів відноситься до американського штату Аляска. Найвища точка Берингового моря.

## Географія
Найсхідніший з Чотирьохсопкових островів. Розташований в 6,0 км на північ від острова Чугінадак і 1,2 милі (1,9 км) на південь від острова Уліага. Кагаме скелястий безлюдний острів в довжину близько 10 км і до 5 км в ширину. На острові знаходиться згаслий вулкан . У південній частині гостро знаходиться вулкан, який має дві вершини: одна 890 м над рівнем моря, а інша нижча, 690 м над рівнем моря. Клімат на острові холодний морський, з частими туманами і опадами .